# تيم موريس
تيم موريس (بالإنجليزية: Tim Morris)‏ هو سياسي أسترالي، ولد في 10 يناير 1955. انتخب عضو مجلس نواب تسمانيا.